# 米長邦雄
米長邦雄（よねなが くにお，（1943年6月10日—2012年12月18日））是日本將棋棋士，編號85號，在2003年12月引退，曾經擔任日本將棋聯盟會長（2005年（平成17年）至2012年（平成24年）），於2012年因為前列腺癌病逝。出身於山梨縣南巨摩郡増穂町（富士川町）。中野區立第八中学校、東京都立鷺宮高等学校畢業。中央大学經濟学部4年次3月（年度末）退學。
他對圍棋也有興趣，是圍棋八段（日本棋院追贈）。

## 經歷
米長邦雄於1943年出生在山梨縣南巨摩郡増穂町。後來他搬到東京生活，師從佐瀨勇次名誉九段門下。1953年他加入新進棋士獎勵會，並於1959年（昭和34年）晉升初段。1963年，他成為一名職業的將棋棋士，升上四段。米長邦雄並於1979年晉升為九段，後來於1984年獲得永世棋聖資格，1998年4月1日自由組宣言（即不再參與棋會的名人戰和排名戰）後成為永世棋聖。
米長邦雄被視為日本20世紀70年代和80年代最出色的將棋棋士之一。1970年，他首次挑戰王位頭銜，雖然以1勝4負的成績敗給大山康晴，挑戰失敗。他在1973年贏得第一個冠軍棋聖，擊敗有吉道夫。米長邦雄於1984年獲得棋王、王將、棋聖與十段四個將棋頭銜，成為史上第三位達成四冠王的棋士。他曾三次被評為最佳年度棋士（1978年、1983年和1984年），雖然幾十年來他一直沒有贏得名人頭銜。1993年，他終於贏得了名人，當時已經49歲（是史上最年老的紀錄保持人），但是他在隔年被羽生善治擊敗。米長邦雄在2003年退役。
米長邦雄在2008年宣布，他已經罹患癌症。他偶爾在他的個人網站將病情紀錄下來，後來也彙編成一本癌症書籍（2009年出版）。
2011年，米長邦雄以引退棋士身分促成第一屆將棋電王戰，後來米長邦雄敗給電腦軟體Bonkras（Bonkras為當時的舊稱，現在已改名為Puella α）。2012年，他病逝於東京女子医科大学醫院。戒名棋聖院純實日邦居士。
2003年（平成15年）11月獲得紫綬褒章。2013年（平成25年）1月獲得旭日小綬章。他曾任北陸先端科学技術大学院大学特任教授（2011年（平成23年）10月1日 - 2012年（平成24年）9月30日）（2011年（平成23年）10月1日 - 2012年（平成24年）9月30日、日本財團評議員（2011年（平成23年）4月 - 2012年（平成24年）12月）、財團法人JKA評議員（任期至2013年（平成25年）3月31日  ）、日本電視番組審議会委員、東京都教育委員（1999年（平成11年）12月 - 2007年（平成19年）12月）。
米長邦雄弟子包括先崎学、中川大輔、伊藤能、長岡裕也、高崎一生、中村太地等人。米長邦雄生涯通算成績1103勝、800敗。

## 頭銜
| 頭銜                                     | 勝負制度           | 獲得年度                        | 登場 | 獲得期数        | 連覇          | 備考                              |
| 名人                                     | 七戰四勝制 4-6月   | 93（第51期）                    | 8    | 1期             | －            |                                   |
| 十段                                     | 七戰四勝制 10-12月 | 84（第23期）-85                 | 6    | 2期             | 2             |                                   |
| 龍王                                     | 七戰四勝制 10-12月 | －                              | 1    | －              | －            | 1988年取消十段戰， 同時新設龍王戰 |
| 王位                                     | 五戰三勝制 7-9月   | 79（第20期）                    | 6    | 1期             | －            |                                   |
| 王座                                     | 五戰三勝制 9-10月  | －                              | －   | －              | －            |                                   |
| 棋王                                     | 五戰三勝制 2-3月   | 78（第4期）, 80-83              | 7    | 5期 （歴代2位） | 4 （歴代2位） |                                   |
| 棋聖                                     | 五戰三勝制 6-7月   | 73前（第22期）, 80前, 83後-85後 | 12   | 7期             | 5             | 永世棋聖 （1998年4月1日就位）     |
| 王将                                     | 七戰四勝制 1-3月   | 82（第32期）-83, 89             | 8    | 3期             | 2             |                                   |
| 登場回数合計48、 獲得合計19期（歴代5位） |                    |                                 |      |                 |               |                                   |

### 一般棋戦冠軍
- NHK杯電視將棋杯 1回（第28回=1974年度）
- 早指將棋選手権戦 4回（第5回=1979年度後期・11回・13 - 14回）
- JT將棋日本系列 3回（第1回=1980年度・5回・7回）
- 勝拔戦5勝以上 1回（第12回=1989年度）
- 日本將棋連盟杯争奪戦 2回（第2回=1969年度・16回）
- 古豪新鋭戦 1回（第8回=1964年度）
- 名將戦 4回（第7期=1980年度 - 8期・12 - 13期） 
優勝合計 16回

### 将棋大賞
- 第1回（1973年度） 最多対局賞
- 第2回（1974年度） 最多対局賞・技能賞
- 第4回（1976年度） 最多対局賞
- 第5回（1977年度） 最多対局賞
- 第6回（1978年度） 最優秀棋士賞・最多勝利賞・最多対局賞
- 第8回（1980年度） 最多勝利賞・最多対局賞
- 第11回（1983年度） 最優秀棋士賞
- 第12回（1984年度） 最優秀棋士賞
- 第17回（1989年度） 殊勲賞
- 第21回（1993年度） 特別賞
- 第27回（1999年度） 升田幸三賞

## 外部連結
- 米長邦雄の家
- 米長邦雄的X（前Twitter）